# Rallye Argentinien 2015

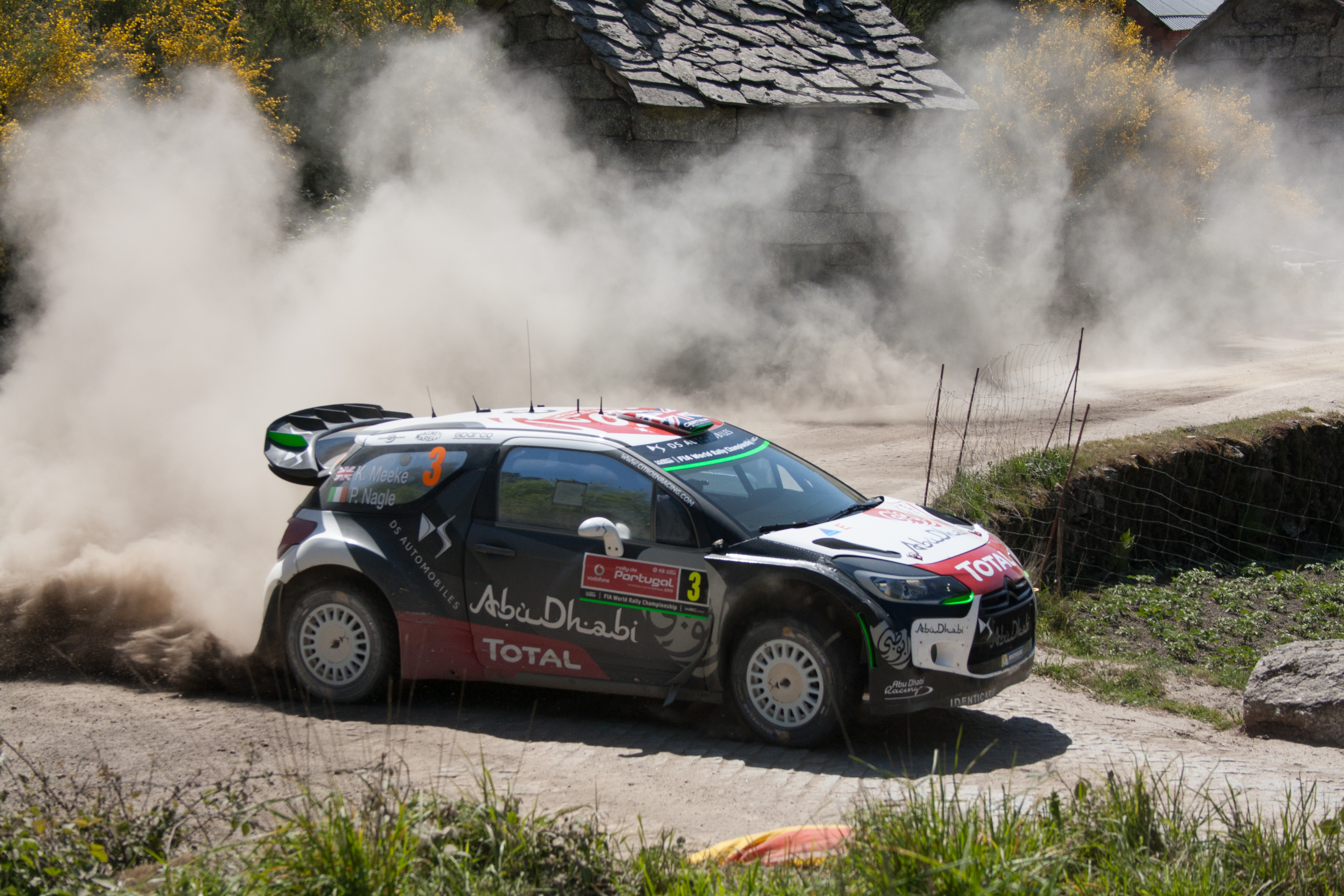
Kris Meeke und Paul Nagle im Citroën DS3 WRC

Die 35. Rallye Argentinien war der vierte von 13 FIA-Weltmeisterschaftsläufen 2015. Die Rallye bestand aus 12 Wertungsprüfungen und wurde zwischen dem 23. und dem 26. April gefahren.

## Berichte

### 1. Tag (Donnerstag, 23. April)
Sébastien Ogier (Volkswagen) benötigte für die erste Wertungsprüfung von 2,68 Kilometern eine Zeit von 2:32.0 Minuten. Der amtierende Doppelweltmeister war 0,2 Sekunden schneller als sein Teamkollege Andreas Mikkelsen und Citroën-Fahrer Kris Meeke, die zeitgleich den zweiten Rang belegten. Die Zuschauerprüfung, die zu 75 Prozent auf Asphalt und zu 25 Prozent auf Schotter ausgetragen wurde, war erstmals Teil der Rallye und musste zweimal umrundet werden (Rundkurs).

### 2. Tag (Freitag, 24. April)
Raue Bedingungen mit vielen Steinen auf der Strecke und zahlreichen Wasserdurchfahrten forderten Mensch und Material. Außerdem hatte es in der Zeit vor der Rallye viel Regen gegeben in Argentinien und die Schotterstraßen waren ausgewaschen und hart im Untergrund. So forderte der Freitag viele prominente Opfer. Sébastien Ogier musste den Polo schon bei der ersten Wertungsprüfung des Tages kurz vor dem Ziel mit Motorproblemen abstellen. Doch auch den anderen Volkswagenfahrern erging es nicht viel besser. Andreas Mikkelsen parkte sein Auto frühzeitig wegen einer defekten Lenkung und Jari-Matti Latvala kämpfte mit Getriebeproblemen. Auch Ott Tänak (Ford), Hayden Paddon (Hyundai) und Lorenzo Bertelli (Ford) mussten aufgeben. Die Ausgefallenen planen am Samstag einen Neustart unter dem Rallye-2-Reglement. Verschiedene Fahrer hatten im Verlaufe des Tages Reifenschäden, konnten aber alle geplanten WPs beenden. Mads Østberg (Citroën), der am Vormittag über Motorprobleme geklagt hatte, fuhr auf Rang zwei bis zum Ende des Tages. Für einmal von allen Schwierigkeiten verschont blieb der zweite Citroën-Fahrer Kris Meeke. Er nahm der gesamten Konkurrenz über eine Minute ab. Latvala belegte den dritten und Dani Sordo, als bester Hyundai-Fahrer, den vierten Rang.

### 3. Tag (Samstag, 25. April)
Hayden Paddon war kurz nach dem Start der neunten Wertungsprüfung verunfallt. Der Hyundai von Paddon kam, nach einem Sprung über eine Kuppe, in Schräglage und flog von der Straße. Sechs Zuschauer wurden in den Unfall verwickelt. Sie wurden sofort von Rettungskräften der Rallye versorgt. Fahrer und Beifahrer blieben unverletzt. Die Wertungsprüfung wurde abgebrochen.
Kris Meeke (Citroën) geht als Führender in den Schlusstag der Rallye. Nachdem Meeke am Vormittag zunächst einiges an Vorsprungs auf Teamkollege Mads Østberg eingebüßt hatte, nahm er ihm bei den letzten vier Wertungsprüfungen des Samstags sechs Sekunden ab, trotz eines Problems nach einer Wasserdurchfahrt. Sensoren hatten reagiert und Fehlermeldungen ins Auto geliefert, daher musste Meeke den Motor ausschalten und neu starten.
Mit einem Vorsprung von 38,5 Sekunden geht Meeke in den Sonntag, an dem zwei Wertungsprüfungen auf dem Programm stehen. Østberg, der an Grippe leidet, will am Sonntag in erster Linie den zweiten Rang sichern. Auf Rang drei liegt Jari-Matti Latvala (Volkswagen) mit über einer Minute Rückstand und dahinter Elfyn Evans (Ford).

### 4. Tag (Sonntag, 26. April)
Kris Meeke (Citroën) blieb in Argentinien souverän und verwaltete seine Führung am Sonntag geschickt. Im Ziel lag er 18,1 Sekunden vor Teamkollege Mads Østberg. Für Meeke war es der erste Sieg in der WRC. Zugleich gewann erstmals seit 2002 wieder ein Brite in der Rallye-Weltmeisterschaft. Damals hatte Legende Colin McRae, der Meeke entdeckte und seine Karriere förderte, die Safari-Rallye gewonnen. Grund zum Jubeln hatte auch M-Sport und Elfyn Evans (Ford). Der junge Brite zeigte in Argentinien eine solide Leistung und kam, im Gegensatz zu vielen seiner Konkurrenten, ohne große Fehler oder technischen Problemen ins Ziel. Er wurde mit dem dritten Rang belohnt und stand zum ersten Mal in seiner WRC-Karriere auf dem Siegerpodium. Vierter wurde der Privatier Martin Prokop, ein weiterer Ford-Pilot. Für Volkswagen verlief die Rallye von Anfang an enttäuschend. Alle drei Autos kämpften mit technischen Problemen.

„Ich hatte in diesem Jahr meine Schwierigkeiten, das Ziel ohne Fehler zu erreichen. Mein Speed war gut, aber ich musste mich definitiv verbessern.“

### WRC2
Abdulaziz Al-Kuwari (Ford) gewann keine einzige Wertungsprüfung der viertägigen Schotter-Rallye, er stand am Ende dennoch an der Spitze des Schlussklassements in der Klasse WRC2. Mit einem Vorsprung von 2:48,5 Minuten gewann er vor Diego Dominguez (Ford) aus Paraguay. Jurij Protassow (Ford) fiel schon am Freitag wegen eines Aufhängungsschadens am Ford Fiesta RRC zurück. Weil Protasov auf einer Überführungs-Straße zwischen zwei WPs mit nur drei Rädern fuhr, gab es zusätzlich eine Strafe von 15 Minuten. Danach gewann der Ukrainer elf von zwölf Wertungsprüfungen und wurde Vierter. Vor Protasov kam Jari Ketomaa (Ford) auf dem dritten Podiumsplatz ins Ziel. Ketomaa hatte nach defekter Servolenkung und einem Reifenschaden mehr als zwölf Minuten Rückstand auf Al-Kuwari, konnte seine Führung in der WRC2-Weltmeisterschaft aber mit 18 Punkten behaupten. Simone Tempestini (Subaru) verlor auf der letzten WP sieben Minuten wegen Problemen mit der Lenkung und fiel vom vierten auf den sechsten Rang zurück.

## Meldeliste
Nicht als WRC, WRC-2 und WRC-3 gemeldete Fahrzeuge wurden in dieser Liste nicht erfasst.
| Nr | Fahrer              | Beifahrer            | Team                            | Auto                  | Klasse    |
| -- | ------------------- | -------------------- | ------------------------------- | --------------------- | --------- |
| 1  | Sébastien Ogier     | Julien Ingrassia     | Volkswagen Motorsport           | Volkswagen Polo R WRC | WRC RC1   |
| 2  | Jari-Matti Latvala  | Miikka Anttila       | Volkswagen Motorsport           | Volkswagen Polo R WRC | WRC RC1   |
| 3  | Kris Meeke          | Paul Nagle           | Citroën Total Abu Dhabi WRT     | Citroën DS3 WRC       | WRC RC1   |
| 4  | Mads Østberg        | Jonas Andersson      | Citroën Total Abu Dhabi WRT     | Citroën DS3 WRC       | WRC RC1   |
| 5  | Elfyn Evans         | Daniel Barritt       | M-Sport World Rally Team        | Ford Fiesta RS WRC    | WRC RC1   |
| 6  | Ott Tänak           | Raigo Mölder         | M-Sport World Rally Team        | Ford Fiesta RS WRC    | WRC RC1   |
| 7  | Thierry Neuville    | Nicolas Gilsoul      | Hyundai World Rally Team        | Hyundai i20 WRC       | WRC RC1   |
| 8  | Dani Sordo          | Marc Marti           | Hyundai World Rally Team        | Hyundai i20 WRC       | WRC RC1   |
| 9  | Andreas Mikkelsen   | Ola Floene           | Volkswagen Motorsport II        | Volkswagen Polo R WRC | WRC RC1   |
| 12 | Khalid Al-Qassimi   | Patterson Chris      | Citroën Total Abu Dhabi WRT     | Citroën DS3 WRC       | WRC RC1   |
| 20 | Hayden Paddon       | John Kennard         | Hyundai Motorsport N            | Hyundai i20 WRC       | WRC RC1   |
| 21 | Martin Prokop       | Jan Tománek          | Jipocar Czech National Team     | Ford Fiesta RS WRC    | WRC RC1   |
| 32 | Stéphane Lefebvre   | Stéphane Prévot      | PH Sport                        | Citroën DS3 R5        | WRC-2 RC2 |
| 36 | Abdulaziz Al-Kuwari | Marshall Clarke      | Youth & Sports Qatar Rally Team | Ford Fiesta RRC       | WRC-2 RC2 |
| 37 | Lorenzo Bertelli    | Giovanni Bernacchini | FWRT s.r.l.                     | Ford Fiesta RS WRC    | WRC RC1   |
| 38 | Jurij Protassow     | Pavlo Cherepin       | Jurij Protassow                 | Ford Fiesta RRC       | WRC-2 RC2 |
| 40 | Jari Ketomaa        | Kaj Lindström        | Drive Dmack                     | Ford Fiesta R5        | WRC-2 RC2 |
| 41 | Nicolas Fuchs       | Fernando Mussano     | Nicolas Fuchs                   | Ford Fiesta R5        | WRC-2 RC2 |
| 43 | Radik Shaymiev      | Maxim Tsvetkov       | TAIF Rally Team                 | Ford Fiesta R5        | WRC-2 RC2 |
| 51 | Simone Tempestini   | Matteo Chiarcossi    | Napoca Rally Academy            | Subaru Impreza STi    | WRC-2 RC2 |
| 52 | Diego Domínguez     | Edgardo Galindo      | Diego Domínguez                 | Ford Fiesta R5        | WRC-2 RC2 |
| 54 | Didier Arias        | Hector Nunes         | Didier Arias                    | Ford Fiesta R5        | WRC-2 RC2 |

| Icon  | Klasse                                                            |
| ----- | ----------------------------------------------------------------- |
| WRC   | WRC Werksteams und um Herstellerpunkte eingetragene Privatteams   |
| WRC   | Werksteams und um nicht Herstellerpunkte eingetragene Privatteams |
| WRC-2 | Gemeldet für WRC-2                                                |
| WRC-3 | Gemeldet für WRC-3 (JWRC)                                         |

## Klassifikationen

### Endergebnis
| Rang   | Fahrer              | Beifahrer         | Auto               | Zeit      | Rückstand | Punkte + Power Stage |
| ------ | ------------------- | ----------------- | ------------------ | --------- | --------- | -------------------- |
| WRC    |                     |                   |                    |           |           |                      |
| 01     | Kris Meeke          | Paul Nagle        | Citroën DS3 WRC    | 3:41:44.9 |           | 25                   |
| 02     | Mads Østberg        | Jonas Andersson   | Citroën DS3 WRC    | 3:42:03.0 | 00:18.1   | 18+1                 |
| 03     | Elfyn Evans         | Daniel Barritt    | Ford Fiesta RS WRC | 3:45:12.3 | 3:27.4    | 15                   |
| 04     | Martin Prokop       | Jan Tománek       | Ford Fiesta RS WRC | 3:48:11.0 | 06:26.1   | 10                   |
| 05     | Dani Sordo          | Marc Marti        | Hyundai i20 WRC    | 3:52:31.6 | 10:46.7   | 10+2                 |
| 06     | Khalid Al-Qassimi   | Patterson Chris   | Citroën DS3 WRC    | 3:53:04.8 | 11:19.9   | 8                    |
| 07     | Abdulaziz Al-Kuwari | Marshall Clarke   | Ford Fiesta RRC    | 3:57:47.5 | 16:02.6   | 6                    |
| 08     | Diego Domínguez     | Edgardo Galindo   | Ford Fiesta R5     | 4:00:33.1 | 18:48.2   | 4                    |
| 09     | Gustavo Saba        | Diego Cagnotti    | Škoda Fabia S2000  | 4:03:05.5 | 21:20.6   | 2                    |
| 10     | Federico Villagra   | Diego Curletto    | Ford Fiesta MR     | 4:07:04.5 | 25:19.6   | 1                    |
| WRC2   |                     |                   |                    |           |           |                      |
| 1 (7)  | Abdulaziz Al-Kuwari | Marshall Clarke   | Ford Fiesta RRC    | 3:57:47.5 | 16:02.6   | 25                   |
| 2 (8)  | Diego Dominguez     | Edgardo Galindo   | Ford Fiesta R5     | 4:00:33.1 | 18:48.2   | 18                   |
| 3 (12) | Jari Ketomaa        | Kaj Lindström     | Ford Fiesta R5     | 4:09:50.7 | 28:05.8   | 15                   |
| 4 (13) | Jurij Protassow     | Pavlo Cherepin    | Ford Fiesta RRC    | 4:11:10.3 | 29:25.4   | 12                   |
| 5 (15) | Didier Arias        | Hector Nunes      | Ford Fiesta R5     | 4:14:26.3 | 32:41.4   | 10                   |
| 6 (18) | Simone Tempestini   | Matteo Chiarcossi | Subaru Impreza STi | 4:19:27.9 | 37:43.0   | 8                    |
| 7 (22) | Gianluca Linari     | Nicola Arena      | Subaru Impreza STi | 4:36:04.9 | 54:20.0   | 6                    |

* Sébastien Ogier (Volkswagen) gewann die letzte Wertungsprüfung mit Status Power-Stage, was ihm drei Weltmeisterschaftspunkte einbrachte.

### Wertungsprüfungen
| Tag                             | WP                                      | Name                            | Länge   | Start MESZ         | Fahrer           | Beifahrer             | Auto                  | Zeit       | Ø km/h     | Leader          |
| ------------------------------- | --------------------------------------- | ------------------------------- | ------- | ------------------ | ---------------- | --------------------- | --------------------- | ---------- | ---------- | --------------- |
| Tag 1 23. April                 | WP1                                     | Super Especial Merlo - San Luis | 2,68 km | 19:00              | Sébastien Ogier  | Julien Ingrassia      | Volkswagen Polo R WRC | 2:32.0     | 63.5 km/h  | Sébastien Ogier |
| Tag 2 24. April                 |                                         |                                 |         |                    |                  |                       |                       |            |            | Sébastien Ogier |
| Service Park 11:30 Uhr (15 Min) |                                         |                                 |         |                    |                  |                       |                       |            |            | Sébastien Ogier |
| WP2                             | Agua de Oro - Ascochinga 1              | 51,99 km                        | 13:23   | Kris Meeke         | Paul Nagle       | Citroën DS3 WRC       | 38:26.2               | 81.2 km/h  | Kris Meeke |                 |
| WP3                             | Villa Bustos - Tanti 1                  | 19,71 km                        | 15:26   | Jari-Matti Latvala | Miikka Anttila   | Volkswagen Polo R WRC | 10:10.0               | 116.3 km/h | Kris Meeke |                 |
| Service Park 16:36 Uhr (30 Min) |                                         |                                 |         |                    |                  |                       |                       |            | Kris Meeke |                 |
| WP4                             | Agua de Oro - Ascochinga 2              | 51,99 km                        | 18:44   | Kris Meeke         | Paul Nagle       | Citroën DS3 WRC       | 38:12.5               | 81.6 km/h  | Kris Meeke |                 |
| WP5                             | Villa Bustos - Tanti 2                  | 19.71 km                        | 20:47   | Kris Meeke         | Paul Nagle       | Citroën DS3 WRC       | 10:03.9               | 117.5 km/h | Kris Meeke |                 |
| WP6                             | Super Especial Fernet Branca (2 Runden) | 6.04 km                         | 22:08   | Dani Sordo         | Marc Marti       | Hyundai i20 WRC       | 5:01.0                | 72.2 km/h  | Kris Meeke |                 |
| Service Park 12:00 Uhr (15 Min) |                                         |                                 |         |                    |                  |                       |                       |            | Kris Meeke |                 |
| Tag 3 25. April                 |                                         |                                 |         |                    |                  |                       |                       |            | Kris Meeke |                 |
| Service Park 07:05 Uhr (15 Min) |                                         |                                 |         |                    |                  |                       |                       |            | Kris Meeke |                 |
| WP7                             | Capilla del Monte - San Marcos 1        | 23,05 km                        | 13:28   | Sébastien Ogier    | Julien Ingrassia | Volkswagen Polo R WRC | 17:31.1               | 78.9 km/h  | Kris Meeke |                 |
| WP8                             | San Marcos - Characato 1                | 42.50 km                        | 15:11   | Andreas Mikkelsen  | Ola Fløene       | Volkswagen Polo R WRC | 27:17.4               | 93.4 km/h  | Kris Meeke |                 |
| Service Park 17:31 Uhr (30 Min) |                                         |                                 |         |                    |                  |                       |                       |            | Kris Meeke |                 |
| WP9                             | Capilla del Monte - San Marcos 2        | 23,05 km                        | 19:54   | Andreas Mikkelsen  | Ola Fløene       | Volkswagen Polo R WRC | 17:13.5               | 80.3 km/h  | Kris Meeke |                 |
| WP10                            | San Marcos - Characato 2                | 42,50 km                        | 21:37   | Andreas Mikkelsen  | Ola Fløene       | Volkswagen Polo R WRC | 27:00.3               | 94.4 km/h  | Kris Meeke |                 |
| Service Park 23:12 Uhr (45 Min) |                                         |                                 |         |                    |                  |                       |                       |            | Kris Meeke |                 |
| Tag 4 26. April                 |                                         |                                 |         |                    |                  |                       |                       |            | Kris Meeke |                 |
| Service Park 13:00 Uhr (15 Min) |                                         |                                 |         |                    |                  |                       |                       |            | Kris Meeke |                 |
| WP11                            | El - Condor - Copina                    | 16,32 km                        | 14:58   | Andreas Mikkelsen  | Ola Fløene       | Volkswagen Polo R WRC | 13:09.8               | 74.4 km/h  | Kris Meeke |                 |
| WP12                            | El - Condor - Copina (Power Stage)      | 16.32 km                        | 17:08   | Sébastien Ogier    | Julien Ingrassia | Volkswagen Polo R WRC | 12:59.6               | 75.4 km/h  | Kris Meeke |                 |
| Service Park 18:30 Uhr (10 Min) |                                         |                                 |         |                    |                  |                       |                       |            | Kris Meeke |                 |

* Während der angegebenen Zeiten darf im Service Park an den Autos gearbeitet werden.

Quelle:

## Fahrerwertung nach der Rallye
Das Punktesystem für die ersten zehn Fahrer ist 25-18-15-12-10-8-6-4-2-1. Für die Power-Stage erhalten die drei schnellsten Fahrer jeweils 3-2-1 Bonuspunkte für die Fahrer-Weltmeisterschaft.
| Pos | Fahrer             | Punkte |
| --- | ------------------ | ------ |
| 01  | Sébastien Ogier    | 84     |
| 02  | Mads Østberg       | 51     |
| 03  | Andreas Mikkelsen  | 47     |
| 04  | Elfyn Evans        | 41     |
| 05  | Kris Meeke         | 35     |
| 0   | Thierry Neuville   | 35     |
| 07  | Dani Sordo         | 30     |
| 08  | Martin Prokop      | 26     |
| 09  | Jari-Matti Latvala | 19     |
| 10  | Ott Tänak          | 13     |